# Kaufbeuren
Kaufbeuren (alemany sueu: Beira) és una vila d'Alemanya, situada a l'estat de Baviera, regència de Suàbia. El 2019 tenia 43.893 habitants.